# Adam Grevenstein
Adam Grevenstein (* in Geseke; † vor dem 10. Oktober 1533 in Köln) war Offizial und Generalvikar des Erzbistums Köln.
In Geseke geboren, immatrikulierte er sich im Jahre 1513 an der Universität zu Köln. Er erwarb das Lizentiat und wurde 1529 Domherr in Köln sowie Offizial des Erzbischofs von Köln. Am 7. Juni 1531 ernannte ihn Erzbischof Hermann von Wied zu seinem Generalvikaren.